# Rhacophorus dulitensis
Espèce
Synonymes
- Rhacophorus chiropterus Werner, 1896

Statut de conservation UICN

 NT  : Quasi menacé
Rhacophorus dulitensis est une espèce d'amphibiens de la famille des Rhacophoridae.

## Répartition
Cette espèce est endémique de la moitié Nord de Bornéo. Elle se rencontre jusqu'à 250 m d'altitude, :
- en Malaisie orientale dans les États du Sabah et du Sarawak ;
- en Indonésie au Kalimantan ;
- au Brunei.

## Étymologie
Son nom d'espèce, composé de dulit et du suffixe latin -ensis, « qui vit dans, qui habite », lui a été donné en référence au lieu de sa découverte, le mont Dulit, dans l’État de Sarawak en Malaisie orientale.

## Publications originales
- Boulenger, 1892 : An account of the reptiles and batrachians collected by Mr. C. Hose on Mt. Dulit, Borneo. Proceedings of the Zoological Society of London, vol. 1892, p. 505–508 (texte intégral).
- Werner, 1896 : Zweiter Beitrag zur Herpetologie der indo-orientalischen Region. Verhandlungen der Kaiserlich-Königlichen Zoologisch-Botanischen Gesellschaft in Wien, vol. 46, p. 6-24 (texte intégral).